# Scomberomorus koreanus
 Scomberomorus koreanus és una espècie de peix de la família dels escòmbrids i de l'ordre dels perciformes.

## Morfologia
Els mascles poden assolir els 150 cm de longitud total i els 15 kg de pes.

## Distribució geogràfica
Es troba des de la costa occidental de l'Índia i Sri Lanka fins a Sumatra (Indonèsia), Singapur, Xina, Corea i el Mar del Japó.